# The General Electric
The General Electric è il quarto album in studio del gruppo musicale neozelandese Shihad, pubblicato il 1º ottobre 1999 dalla Wea Records.

## Tracce
Testi e musiche degli Shihad
1. Intro – 1:04
2. My Mind's Sedate – 2:53
3. The General Electric – 5:45
4. Wait and See – 4:34
5. Pacifier – 4:03
6. Thin White Line – 3:15
7. Only Time – 4:38
8. Just Like Everybody Else – 2:49
9. Sport and Religion – 4:32
10. Spacing – 4:19
11. The Metal Song – 4:24
12. Life in Cars – 4:03
13. Brightest Star – 3:28

## Classifiche

### Classifiche Settimanali
| Classifica (1999) | Posizione massima |
| ----------------- | ----------------- |
| Australia         | 23                |
| Nuova Zelanda     | 1                 |

### Classifiche di fine anno
| Classifica (2000) | Posizione |
| ----------------- | --------- |
| Nuova Zelanda     | 21        |